# Northeast Airlines
Northeast Airlines fue una aerolínea estadounidense con sede en Boston, Massachusetts, originalmente fundada como Boston-Maine Airways. Operaba principalmente en el noreste de Estados Unidos y más tarde en Canadá, Florida, las Bahamas, Bermudas y otras ciudades. Fue notablemente pequeña y poco rentable en comparación con otras aerolíneas troncales, siendo en 1971 menos de la mitad del tamaño, en ingresos, de la siguiente más pequeña de su categoría. Northeast fue adquirida y fusionada con Delta Air Lines en agosto de 1972.
A partir de 1975, Air New England fue, en esencia, una reencarnación de muchas de las rutas de Nueva Inglaterra que operaba Northeast Airlines, utilizando incluso los mismos aviones y el mismo código IATA de Northeast.

## Historia

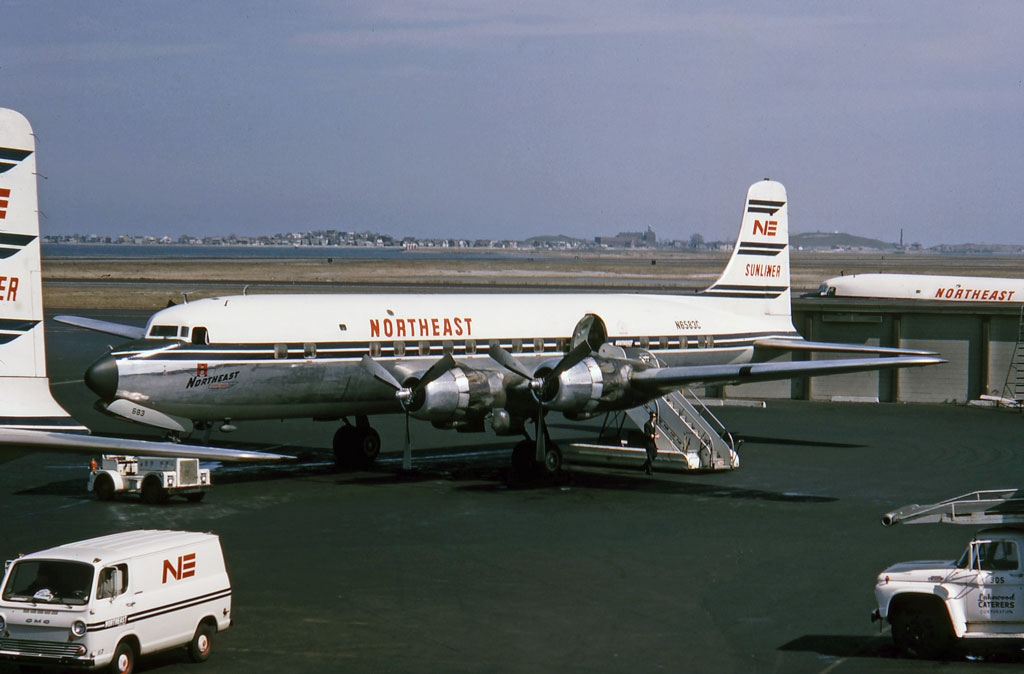
DC-6B de Northeast en Boston, 1966

### Primeros años y certificación
La aerolínea comenzó como Boston-Maine Airways, establecida como una aerolínea contratada por Pan Am el 20 de julio de 1931, por el Boston and Maine Railroad y el Maine Central Railroad, volando de Boston a Bangor vía Portland. Operó solo esporádicamente hasta el 11 de agosto de 1933, cuando National Airways comenzó a operar sus vuelos bajo contrato. National también operaba Central Vermont Airways, una subsidiaria del Central Vermont Railway, y ambas aerolíneas juntas tenían una red a través de Nueva Inglaterra hacia New Hampshire, Vermont y Montreal.Amelia Earhart y Eugene Vidal fueron cofundadores de National, y Earhart fue una vendedora destacada de la aerolínea en sus primeros años. National inicialmente operaba Stinson Airliners, y en noviembre de 1936 cambió a una flota de Lockheed Electras de 10 pasajeros.
El 31 de mayo de 1939, Boston-Maine fue certificada como aerolínea regular de los Estados Unidos por la Autoridad de Aeronáutica Civil (CAA) bajo los términos de la Ley de Aeronáutica Civil de 1938, que otorgaba certificados a aerolíneas que habían prestado servicios regulares genuinos antes de la ley. La CAA señaló que Boston-Maine era propiedad en un 25% del Boston and Maine Railroad y del Maine Central Railroad. Al año siguiente, las funciones regulatorias de la CAA pasarían a la Junta de Aeronáutica Civil (CAB), que regularía estrechamente a Boston-Maine/Northeast como una aerolínea troncal durante el resto de su existencia.

### Nuevo nombre, Segunda Guerra Mundial y jets
El nombre Northeast Airlines fue adoptado el 19 de noviembre de 1940, y fue aprobado por la CAB con la firma requerida del presidente Franklin D. Roosevelt.Durante la Segunda Guerra Mundial, Northeast fue pionera en los servicios transatlánticos para el ejército bajo contrato con las Fuerzas Aéreas del Ejército de EE.UU. En junio de 1944, la CAB aprobó la adquisición de la inactiva Mayflower Airlines, otorgándole a Northeast rutas desde Boston hacia Cape Cod, Nantucket y Martha's Vineyard.Después de la guerra, Northeast inició un servicio por hora entre Boston y Nueva York utilizando DC-4s. Northeast solicitó autorización para operar servicios de pasajeros a través del Atlántico, pero la Junta de Aeronáutica Civil otorgó las rutas en junio de 1945 a Pan American World Airways, American Export Airlines y TWA.

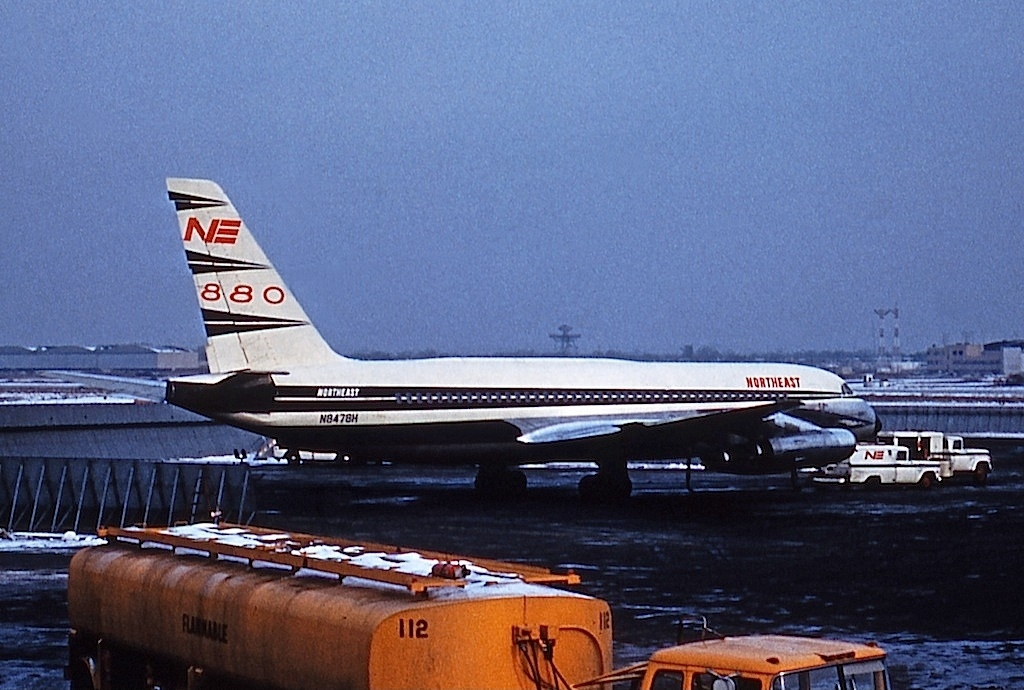
Convair 880 en Nueva York, 1961

En 1956, Northeast comenzó servicio al Aeropuerto Nacional de Washington, y recibió un certificado temporal para volar a Florida, para lo cual compró una flota de nuevos DC-6B. Northeast ordenó diez Vickers Viscount a finales de los años 50 y los utilizó hasta que los problemas financieros obligaron a devolverlos al fabricante a principios de los 60. El 17 de diciembre de 1959, Northeast se convirtió en una de las primeras operadoras de jets, volando un Boeing 707-331 arrendado de TWA entre Nueva York y Miami. En 1960, Northeast arrendó seis Convair 880 y los utilizó en vuelos a Florida durante varios años.
| Millones USD                 | 1962   | 1963    | 1964   | 1965  | 1966  | 1967   | 1968   | 1969    | 1970    | 1971    |
| ---------------------------- | ------ | ------- | ------ | ----- | ----- | ------ | ------ | ------- | ------- | ------- |
| Ingresos operativos          | 51.39  | 43.91   | 42.70  | 48.21 | 62.27 | 78.58  | 111.71 | 122.09  | 122.84  | 126.00  |
| De los cuales subsidios      |        | 0.99    | 3.44   | 3.63  | 2.20  | 2.82   |        |         |         |         |
| Ganancia (pérdida) operativa | (6.36) | (8.64)  | (0.99) | 0.21  | 0.43  | (3.03) | 0.86   | (17.07) | (4.70)  | (8.84)  |
| Ganancia (pérdida) neta      | (8.24) | (15.30) | 2.88   | 0.47  | 0.13  | (6.53) | (2.42) | (28.84) | (10.72) | (13.99) |
| Margen operativo             | -12.4% | -19.7%  | -2.3%  | 0.4%  | 0.7%  | -3.9%  | 0.8%   | -14.0%  | -3.8%   | -7.0%   |
| Margen neto                  | -16.0% | -34.8%  | 6.7%   | 1.0%  | 0.2%  | -8.3%  | -2.2%  | -23.6%  | -8.7%   | -11.1%  |
| Subsidio/ingreso operativo   |        | 2.2%    | 8.0%   | 7.5%  | 3.5%  | 3.6%   |        |         |         |         |

### Última década turbulenta
Howard Hughes tomó el control de la aerolínea en 1962. Ese mismo año, la CAB revocó la autorización temporal de Northeast para volar a Miami, y Hughes decidió retirarse de la empresa, vendiendo el control a un fideicomisario en 1964. Northeast lanzó una campaña agresiva contra la decisión de la CAB y obtuvo un certificado permanente para volar a Florida en 1965. En 1965, la aerolínea fue comprada por Storer Broadcasting, que intentó revitalizar Northeast en 1966 con una nueva campaña de marketing y nuevos aviones. Northeast encargó una flota de Boeing 727-100 para sus rutas a Florida, y McDonnell Douglas DC-9-30 y Fairchild-Hiller FH-227 para rutas más cortas. Estos “Yellowbirds” presentaban una nueva librea en amarillo y blanco. En 1966, Northeast fue el cliente de lanzamiento del Boeing 727-200, que comenzó a volar en diciembre de 1967. Excepto por Florida, toda su red estaba al norte y este del Aeropuerto Nacional de Washington hasta 1969, cuando añadieron tres vuelos sin escalas con 727 entre Miami y Los Ángeles; poco después, Fort Lauderdale también tuvo un vuelo directo a LAX, aunque en ocasiones se requerían escalas técnicas por combustible en estas rutas transcontinentales. Northeast obtuvo derechos para volar entre Miami y Montreal en 1967, seguidos de derechos para servir a las Bahamas en 1968, y a Cleveland, Detroit, Chicago y Bermudas en 1969, junto con una nueva ruta autorizada entre Miami y Los Ángeles.
Northeast era el patito feo de las troncales. En 1971, la mayor aerolínea de servicio local, Allegheny Airlines, tenía ingresos operativos un 40% mayores que Northeast, mientras que la siguiente troncal más pequeña, National, tenía más del doble de ingresos. La troncal más grande, United, tenía ingresos más de doce veces mayores que Northeast. Como dijo George C. Eads en su libro definitivo sobre las aerolíneas de servicio local (el siguiente nivel por debajo de las troncales en la clasificación de aerolíneas de la CAB), “Aunque clasificada como troncal, ya que fue certificada bajo las disposiciones de derechos adquiridos de la Ley de Aeronáutica Civil, siempre se ha parecido más a una aerolínea de servicio local con unas pocas rutas troncales añadidas”. Como las aerolíneas de servicio local, Northeast necesitaba subsidios gubernamentales. A pesar de los subsidios, tuvo una larga historia de resultados financieros extremadamente malos (ver tabla más abajo). Parte de eso tenía que ver con su red de rutas, como señalaba Eads. Pero parte fue autoinfligido. En 1968, Northeast, por alguna razón, encargó ocho Lockheed L-1011 configurados con 268 asientos. El pedido total costaba $128 millones, incluyendo repuestos. A principios de 1970, tras otro conjunto pésimo de resultados financieros en 1969, Northeast canceló el pedido, asumiendo un cargo de $3.6 millones contra los resultados de 1969.
| Destino                   | Población en 1970 |
| ------------------------- | ----------------- |
| Bar Harbor, Maine*        | 3,716             |
| Lewiston, Maine           | 41,779            |
| Rockland, Maine*          | 8,505             |
| Waterville, Maine         | 18,192            |
| Keene, Nuevo Hampshire    | 20,467            |
| Laconia, Nuevo Hampshire  | 14,888            |
| Lebanon, Nuevo Hampshire* | 9,725             |
| Berlin, Nuevo Hampshire   | 15,256            |
| Montpelier, Vermont       | 8,609             |
| Newport, Vermont          | 4,664             |

Northeast también dio de baja sus FH-227 de tres años en 1969, lo que revela problemas profundos en la aerolínea. Originalmente tenía siete FH-227 entregados en 1966 para reemplazar los DC-3. Uno (N380NE) se estrelló en Lebanon, NH como el Vuelo 946 de Northeast Airlines en 1968, quedando seis (N374NE al N379NE). Pero en 1969, al deteriorarse sus finanzas, Northeast se retiró de diez aeropuertos en Nueva Inglaterra, dejando en tierra los FH-227 y registrando una pérdida contable por ellos. Estos aeropuertos eran pequeñas localidades (la mayor, Lewiston, está a solo 38 millas del aeropuerto de Portland, Maine). De los diez puntos, siete no tienen ningún tipo de servicio aéreo comercial en 2024, mientras que los otros tres cuentan con vuelos de Cape Air con aviones de clase de 10 asientos, aunque Northeast los servía con aviones FH-227 de 44 plazas. Todas las aerolíneas troncales comenzaron atendiendo localidades pequeñas (algunas solo como puntos de reabastecimiento), pero con el tiempo fueron transfiriéndolas a aerolíneas de servicio local o simplemente las abandonaron. Northeast aún conservaba esos pequeños destinos en su red en 1969.
Pero esa no fue la despedida de los FH-227 en Northeast. Pudo dejar algunos de estos puntos en manos de Mohawk Airlines, que creyó poder operarlos mejor. Mohawk sufrió una huelga desastrosa en 1971 (que la obligó a fusionarse con Allegheny en 1972), tras la cual ya no pudo mantener el servicio a Keene. La CAB obligó a Northeast a regresar a algunos de estos puntos (como Keene, NH), y tuvo que sacar dos FH-227 del almacenamiento, dejando tres aún almacenados y uno alquilado.

### Espera de la fusión

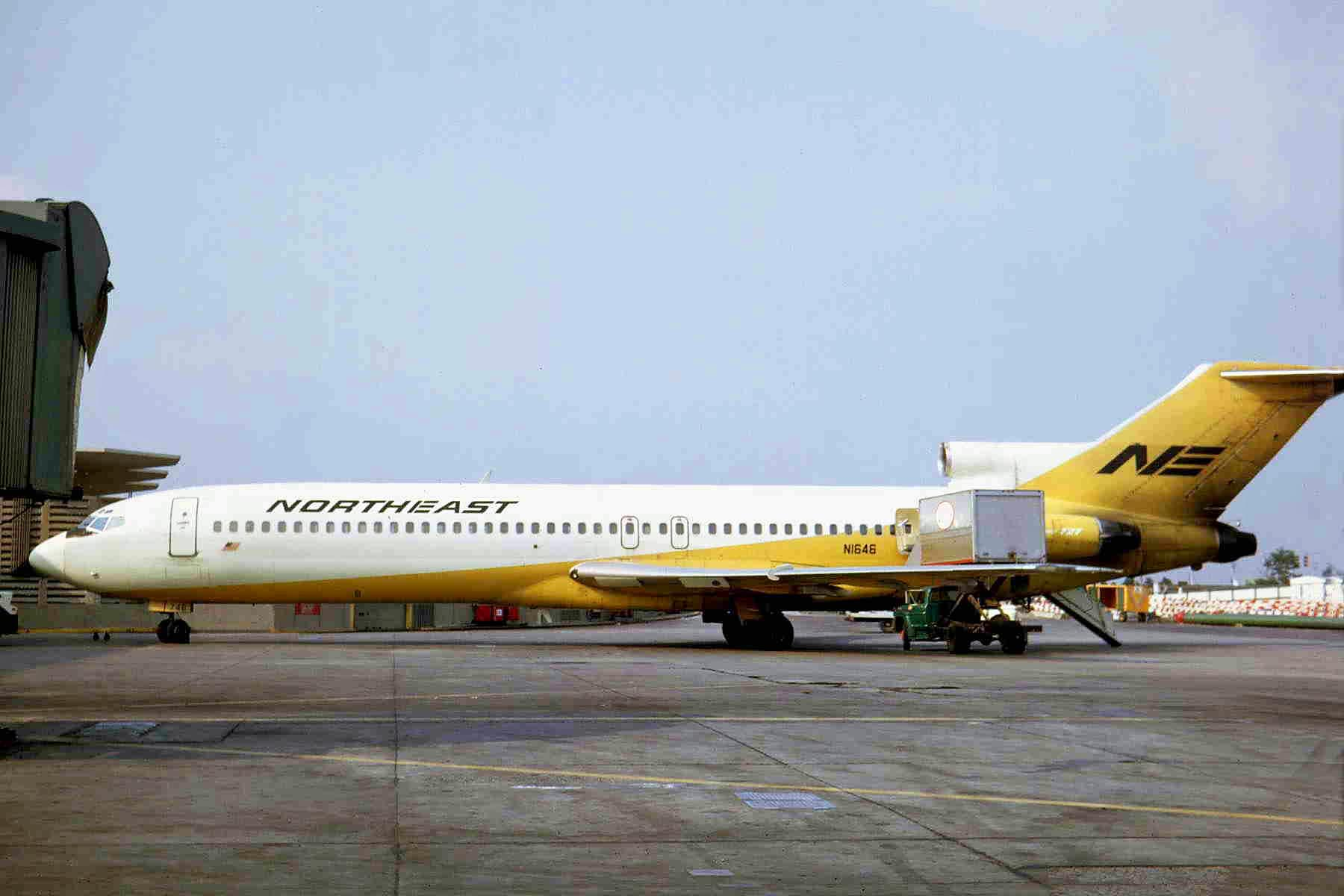
727-200 en Nueva York, 1970

A finales de 1969, tras un largo período de dificultades financieras, Northeast anunció su intención de fusionarse con Northwest Airlines. La fusión fue aprobada tanto por la CAB como por el presidente Richard Nixon en 1970, pero estaba condicionada a la renuncia de la ruta Miami-Los Ángeles. Northwest canceló las negociaciones de fusión en marzo de 1971, y Northeast anunció un nuevo plan de fusión con Delta Air Lines al mes siguiente. La fusión con Delta fue aprobada en mayo de 1972, con la misma condición de que Delta no podía operar la ruta Miami-Los Ángeles. La fusión se completó en agosto de 1972. Cabe destacar los retrasos entre cada anuncio de fusión y su resolución final. El proceso ante la CAB tomaba mucho tiempo, durante el cual la compañía seguía perdiendo grandes cantidades de dinero.
El código de IATA de la aerolínea era NE.

## Legado
De forma general, Northeast dejó dos legados importantes:

### Air New England
Nominalmente, Delta asumió el control total de Northeast, incluidas algunas (pero no todas) de las rutas en Nueva Inglaterra que tantos problemas habían causado a Northeast; la CAB no exigió que Delta mantuviera todas esas rutas. Durante un par de años, Delta operó los FH-227 que antes pertenecían a Northeast (al menos los cinco que no estaban arrendados), siendo los únicos turbohélices de pasajeros que Delta operó directamente. El Museo de Vuelo de Delta conserva imágenes de FH-227 con librea de Delta. El horario de Delta de julio de 1974 muestra en operación destinos como Lebanon, Keene, New Bedford, Hyannis, Martha’s Vineyard y Nantucket, los cuales ya no aparecen en julio de 1975.
Sin embargo, en 1974, la CAB certificó a Air New England (ANE), que hasta ese momento era un operador de taxi aéreo y vuelos regionales, específicamente para operar los antiguos destinos problemáticos de Nueva Inglaterra que había servido Northeast, ahora con aviones "grandes", lo cual comenzó a hacer en 1975. Delta prestó a ANE el dinero para comprar los antiguos FH-227 de Northeast (y otro préstamo para ayudar a ANE a lograr el estatus de aerolínea certificada). Así, los aviones N374NE a N379NE pasaron a formar parte de la flota de Air New England.
En muchos sentidos, Air New England fue una especie de reencarnación parcial de Northeast Airlines, al menos en lo que respecta a sus rutas en Nueva Inglaterra. Desde 1975, cuando ANE asumió esas rutas, hasta 1981 cuando cesó operaciones, la aerolínea enfrentó serios problemas financieros a pesar de recibir subsidios de la CAB que llegaron a representar hasta un 25 % de sus ingresos anuales. En este aspecto, al menos, la tradición de Northeast Airlines perduró.

### Delta Air Lines
El impacto duradero de Northeast en Delta fue que le permitió establecerse en Boston y otras localidades del norte, así como en las rutas del noreste hacia Florida, Bermudas y Bahamas. Estos eran los mercados que interesaban a Delta, y fueron el origen de su presencia en esas regiones. Northeast también aportó los modelos Boeing 727-100 y 727-200 a la flota de Delta, tipos que la aerolínea no había operado previamente. Delta utilizó estos aviones como los pilares de su flota durante las décadas de 1970 y 1980, llegando a ser en su momento el mayor operador mundial del Boeing 727-200.

## Destinos
Northeast Airlines operó en los siguientes destinos durante su existencia:

### Nacionales
- California
  - Los Ángeles – Aeropuerto Internacional de Los Ángeles
- Connecticut
  - Hartford – Aeropuerto Internacional Bradley
  - New London – Aeropuerto Groton–New London*
- Distrito de Columbia/Virginia
  - Washington D. C. – Aeropuerto Nacional Ronald Reagan de Washington
- Florida
  - Fort Lauderdale – Aeropuerto Internacional de Fort Lauderdale-Hollywood
  - Jacksonville – Aeropuerto Imeson*
  - Miami – Aeropuerto Internacional de Miami
  - Tampa – Aeropuerto Internacional de Tampa
- Illinois
  - Chicago – Aeropuerto Internacional Midway
- Maine
  - Auburn/Lewiston – Aeropuerto Municipal de Auburn/Lewiston*
  - Augusta – Aeropuerto Estatal de Augusta
  - Bangor – Aeropuerto Internacional de Bangor
  - Bar Harbor – Aeropuerto del Condado Hancock–Bar Harbor
  - Caribou – Aeropuerto Municipal de Caribou*
  - Houlton – Aeropuerto Internacional de Houlton*
  - Machias/Calais – Aeropuerto del Valle de Machias*
  - Millinocket – Aeropuerto Municipal de Millinocket*
  - Portland – Aeropuerto Internacional Jetport de Portland
  - Presque Isle – Aeropuerto Regional del Norte de Maine en Presque Isle
  - Rockland – Aeropuerto Regional del Condado Knox
  - Waterville – Aeropuerto Robert LaFleur de Waterville
- Maryland
  - Baltimore – Aeropuerto Internacional Thurgood Marshall de Baltimore-Washington
- Massachusetts
  - Boston – Aeropuerto Internacional Logan de Boston (Hub)
  - Fall River – Aeropuerto Municipal de Fall River*
  - Martha's Vineyard – Aeropuerto de Martha's Vineyard
  - Fitchburg – Aeropuerto Municipal de Fitchburg*
  - Hyannis – Aeropuerto Municipal de Barnstable
  - Lawrence – Aeropuerto Municipal de Lawrence*
  - Nantucket – Aeropuerto Memorial de Nantucket
  - New Bedford – Aeropuerto Regional de New Bedford
  - Springfield – Aeropuerto Metropolitano de Westover*
  - Worcester – Aeropuerto Regional de Worcester
- Michigan
  - Detroit – Aeropuerto Metropolitano del Condado de Wayne de Detroit
- Nuevo Hampshire
  - Berlin – Aeropuerto Regional de Berlin*
  - Concord – Aeropuerto Municipal de Concord*
  - Keene – Aeropuerto Dillant-Hopkins*
  - Laconia – Aeropuerto Municipal de Laconia*
  - Lebanon/White River Jct. – Aeropuerto Municipal de Lebanon
  - Manchester – Grenier Field
- Nueva Jersey
  - Newark – Aeropuerto Internacional Libertad de Newark
- Nueva York
  - Ciudad de Nueva York
    - Aeropuerto Internacional John F. Kennedy (Hub)
    - Aeropuerto LaGuardia
- Ohio
  - Cleveland – Aeropuerto Internacional Hopkins de Cleveland
- Pensilvania
  - Filadelfia – Aeropuerto Internacional de Filadelfia
- Rhode Island
  - Providence – Aeropuerto Estatal de North Central (Pawtucket-Providence)*
- Vermont
  - Burlington – Aeropuerto Internacional de Burlington
  - Montpelier/Barre – Aeropuerto Estatal Edward F. Knapp*
  - Newport – Aeropuerto Estatal de Newport*

### Internacionales
- Bahamas
  - Freeport – Aeropuerto Internacional de Gran Bahama
  - Nassau – Aeropuerto Internacional Lynden Pindling
  - West End – Aeropuerto de West End*[35]
- Bermudas
  - Aeropuerto Internacional L.F. Wade
- Canadá
  - Nuevo Brunswick
    - Moncton – Aeropuerto Internacional de Moncton Roméo LeBlanc
    - Saint John – Aeropuerto de Saint John

  - Nueva Escocia
    - Halifax – Aeropuerto Internacional Halifax Stanfield

  - Quebec
    - Montreal – Aeropuerto Internacional de Montreal–Dorval

Un asterisco (*) indica que este aeropuerto ya no cuenta con servicio aéreo regular programado.

## Flota
Aviones de hélice
- Douglas DC-3
- Douglas DC-6 (modelos "A" y "B")
- Convair 240
- Curtiss C-46 – un avión adquirido en 1954[3]

Aviones turbohélice
- Bristol Britannia (pedido pero no entregado a la aerolínea)
- Fairchild Hiller FH-227
- Vickers Viscount 798 (operado hasta que fue recuperado por Vickers)

Aviones a reacción
- Boeing 707 (arrendado a Trans World Airlines (TWA))
- Boeing 727-100
- Boeing 727-200[36]
- Convair 880
- Convair 990
- Douglas DC-9-15
- McDonnell Douglas DC-9-31
- Lockheed L-1011 (pedido pero no entregado a la aerolínea)

## Accidentes e incidentes
Una serie de accidentes dañó la imagen de la aerolínea:
- El 27 de agosto de 1931, un Sikorsky S.41B (NC41V) en un vuelo de Boston-Maine Airways desde Halifax a Boston, con escala en Portland, amerizó en el Atlántico frente a Gloucester, Massachusetts. El piloto se vio obligado a descender para mantener la visibilidad en una densa niebla y decidió amerizar el avión, lo que provocó un agujero en el flotador izquierdo. Un barco pesquero rescató a todos menos uno de los 13 ocupantes desde el ala, y el avión se hundió.[37]
- El 11 de agosto de 1949, Portland, Maine — Convair CV-240-13[38]
- El 30 de noviembre de 1954, el vuelo 792 de Northeast Airlines se estrelló en la aproximación al Aeropuerto Regional de Berlín, con dos víctimas fatales.[39]
- El 1 de febrero de 1957, el vuelo 823 de Northeast Airlines se estrelló poco después de despegar del Aeropuerto LaGuardia de Nueva York, con 20 muertos.[40]
- El 15 de septiembre de 1957, el vuelo 285 de Northeast Airlines se estrelló en la aproximación al Aeropuerto Regional de New Bedford, matando a 12 de los 24 pasajeros y tripulantes.[41]
- El 15 de agosto de 1958, el vuelo 258 de Northeast Airlines se estrelló en la aproximación al Aeropuerto Memorial de Nantucket, matando a 25 de los 34 pasajeros y tripulantes.[42]
- El 15 de noviembre de 1961, el Vickers Viscount N6592C fue declarado pérdida total cuando colisionó con un Douglas DC-6 N8228H de National Airlines después de aterrizar en el Aeropuerto Internacional Logan. El DC-6 había comenzado el despegue sin autorización.[43][44]
- El 25 de octubre de 1968, el vuelo 946 de Northeast Airlines se estrelló en la aproximación al Aeropuerto Municipal de Lebanon, matando a 32 de los 42 pasajeros y tripulantes.[45]